# Foguete antigranizo
Foguete antigranizo (em russo: Противоградовая ракета) é a designação usada para foguetes que combatem chuvas de granizo.  

## Imagens
- RAMPA DE LANÇAMENTO DE FOGUETES ANTI-GRANIZO
- Argentina aposta em foguetes "anti-granizo"